# Aleardo Aleardi
Aleardo Aleardi (Verona, 1812. november 4. – Verona, 1878. július 17.) gróf, olasz költő.

## Életútja
Bölcsészeti meg természettudományi tanulmányoknak szentelte magát, de később Páduában a jogot hallgatta. Osztrákellenes politikai érzelmei miatt nem tudott államhivatalba jutni. Költeményei, politikai tendenciák miatt, csak nagy sokára láthattak napvilágot. Prime storie című bölcsészeti költeményét 1845-ben írta és ebben prófétai ihlettel jövendölte meg az egységes Olaszország közeli hatalmát. Ez a költeménye csak 1857-ben jelenhetett meg. 
Ebben az időben írta az Un'ora deila mia giovinezzá-t, melyben költészettel rajzolja barangolásait a hegyek között. Ebből a munkájából ismerjük meg a költő csöndes, álmodozó kedélyvilágát, melyet a hazája függetlensége iránt táplált rajongó szeretet aranyoz meg. Lettere a Maria című mély érzésre valló verseit 1848-ban a csatatéren írta. Aleardi ezután a velencei kormány szolgálatába állott, amiért később Mantuában börtönbe vetették; a fogság azonban nem törte meg. Nem hajtva az üldözésekre, hazája sorsát fennkölt és nagyhatású versekben énekelte meg azontúl is. 
Rövid idővel az olasz-osztrák háború kitörése előtt 1859-ben írta a Triste dramma-t, melyben mantuai szerencsétlenségét ecseteli. Aleardit politikai magatartása miatt Josephstadtban ismét börtönbe vetették és csak a békekötés után bocsátották szabadon. Hazájába visszatérése után képviselővé választották; 1864-ben az esztétika tanára lett a szépművészetek akadémiáján, később pedig a szenátusba is beválasztották. 
Költeményei közül még különösen ismeretesek: Raffaele e la Fornarina (1858), Le citta italiane marinare (1856), II Monte Circello (1858), I sette soldati (1861), továbbá a Canto politico (1861), mely IX. Pius pápa ellen volt irányítva. Összes művei: Poesie complete (Laus. 1863), Poesie varie (Salerno 1860) és Canti (Verona 1862, 6. kiad. 1882-ben) címmel jelentek meg. G. Trezza a költő levelezéseit Epistolario di Aleardo Aleardi cím alatt adta ki (Milánóban 1879).